# Parc national Serranía La Neblina
Le parc national Serranía la Neblina (Parque Nacional Serranía la Neblina en espagnol) est un parc national du Venezuela situé dans l'État d'Amazonas.
Il a été créé le 12 décembre 1978.

## Situation
Il se situe dans l'État d'Amazonas, au sud-ouest du parc national Parima Tapirapecó. Ce parc jouxte la frontière brésilienne.
Il recouvre la zone des montagnes de la Neblina. Ce massif culmine à 3 040 m avec le Pico La Neblina.
Ce massif montagneux est continuellement couvert de nuages, ce qui est à l'origine de son nom de « La Neblina ». Situé en pleine Amazonie, c'est la plus haute élévation d'Amérique du Sud, en dehors des sommets la cordillère des Andes.

## Description
La Serranía La Neblina est le plus grand tepuy sur Terre. Le relief est entaillé par de profondes vallées. Ce tepuy massif est en effet coupé en deux par le Cañon Grande du Río Baría, un des cañons les plus profonds du monde. Le parc fait partie de la réserve de biosphère d'Alto-Orinoco-Casiquiare, avec le parc national Parima Tapirapecó.

## Flore
Le parc a une végétation endémique très variée. On y trouve un arbuste qui n'existe que dans le parc, le Neblinaria celiae. On y trouve également toute une variété de plantes carnivores.

## Faune
Les mammifères abondent, comme le jaguar, le danta (ou Tapirus terrestris), le cunaguaro (ou Felis pardalis) et différentes espèces de singes; les serpents sont nombreux et multicolores comme les boas émeraude, les anacondas, les bothrops, et les mapanares verts (plus exactement lachesis muta), ces deux derniers très venimeux.